# Mayetiini
Mayetiini (лат.) — триба мелких коротконадкрылых жуков-ощупников из подсемейства Pselaphinae (Staphylinidae). Около 200 видов.

## Распространение
Встречаются в Голарктике, Афротропике, Неотропике и Юго-Восточной Азии.

## Описание
Большинство видов это мелкие почвенные коротконадкрылые жуки—ощупники, длина тела около 1 мм, слепые и неспособные к полёту. Форма тела цилиндрическая, удлинённая и тонкая, и мало похожая на других жуков-ощупников. Формула лапок 2-2-2.

## Систематика
Около 200 видов. Триба Mayetiini была впервые выделена в 1925 году австрийским энтомологом Альбертом Винклером (Albert Winkler). Включена в надтрибу Euplectitae (ранее включали или в Bythinoplectinae, или в Faronitae), иногда выделялись в отдельное подсемейство Mayetinae Scheerpeltz, 1933.
Первоначально триба была включена в семейство Staphylinidae (тогда ещё без ощупников), и только в 1947 году Орландо Парк перенёс её в состав семейства Pselaphidae. В 1955 году триба Mayetiini была включена в подсемейство Faroninae.
Однако, когда в 1995 году на основании анализа морфологических признаков ранг ощупников был понижен (Newton and Thayer, 1995) до подсемейства в Staphylinidae, то соответственно триба Mayetiini вошла в состав надтрибы (ранее подсемейства в составе Pselaphidae) Euplectitae (Bythinoplectini — Dimerini — Euplectini — Jubini — Mayetiini — Metopiasini — Trichonychini — Trogastrini).
Также Mayetiini вместе с другими трибами, у которых число члеников лапок редуцировано с трёх до двух (Bythinoplectini, Dimerini, Mayetiini) была перенесена из Faronitae в надтрибу Bythinoplectitae.
- Mayetia Mulsant & Rey, 1875 — более 170 видов
- Typhloleptodes Jeannel, 1953 — 1 вид
  - Typhloleptodes filiformis Jeannel, 1953[15]
- Typhloleptus Jeannel, 1951[16] — около 10 видов